# Церковь Анга
Церковь Анга (швед. Anga kyrka) — средневековый храм XIII века в Анге на шведском острове Готланд. Она является одной из наиболее хорошо сохранившихся романских церквей на острове. Возможно, она была построена на месте более древней деревянной церкви. Интерьер храма украшают средневековые фрески, относящиеся к трёх разных периодам, а также средневековая мебель. Некоторые деревянные скульптуры из церкви Анга ныне выставлены в музее в Висбю. Церковь Анга относится к диоцезу Висбю Церкви Швеции.

## История и архитектура
Церковь Анга получила своё название от существовавшего здесь ранее крестьянского хозяйства, упомянутой в рунической надписи конца XI века. Первый храм, вероятно, был возведён как церковь для нужд этой крестьянской общины. В ходе археологических раскопок, проводившихся в 1946—1947 годах, были обнаружены остатки обгоревшего дерева, позволяющие сделать вывод о том, что первая церковь на этом месте могла быть деревянной.
Нынешняя романская церковь была воздвигнута в XIII веке. Благодаря дендрохронологическим анализам сохранившихся деревянных деталей были достаточно точно установлены даты создания тех или иных составляющих храма. Так хор и апсида были построены около 1215 года и являются старейшими элементами церкви, неф датируется 1250, а башня — 1265 годом.
Церковь является одной из наиболее хорошо сохранившихся романских церквей на Готланде, таким образом она даёт прекрасное представление о том, как когда-то могли выглядеть большинство церквей на острове. Интерьер храма украшает множество фресок. Настенные росписи церкви относятся к двум периодам, самые старые из них датируются концом XIII века. Они преимущественно декоративные и примечательны тем, что подписаны художником по имени Халвард. К тому же времени относится и руническая надпись на древнегутнийском языке, в которой упоминаются имена крестьян прихода, которые сами участвовали в строительстве этой церкви, используя при этом своих быков. На более поздних фресках середины XV века изображены Страсти Христовы вместе с преданиями о святых.
Раньше в церкви были средневековые деревянные скульптуры, большинство из которых сегодня находятся в Музее Готланда в Висбю. В церкви же хранятся алтарная картина 1370-х годов и триумфальный крест XV века. В хоре также есть надгробие XIII века с рунической надписью.